# Magilla Gorilla
A Magilla Gorilla / Magilla Gorilla show (eredeti cím: The Magilla Gorilla Show) 1964-től 1965-ig vetített amerikai televíziós rajzfilmsorozat, amelyet a Warner Bros. készített. Amerikában szindikációs sugárzás keretében vetítették, Magyarországon a MTV1 és az RTL Klub sugározta. Műfaja szituációs komédiasorozat.

## Ismertető
A főhős, egy kedves gorilla, akit Magillának hívnak. Magillát kiskora óta a kisállat-kereskedés tulajdonosa, Mr. Peebles nevelte. Amióta Magilla megnőtt, Mr. Peebles legfőbb tevékenysége az, hogy megpróbálja eladni. Gyakran próbálkozik, pár alkalommal már ideiglenesen sikerült, pl. az állatkertnek eladnia, de végül mégis visszakerült hozzá. Egy kislány, Hűha nagyon szeretné megvásárolni Magillát. Egy alkalommal sikerült, de a szülei nem engedték megtartani, ezért vissza kellett vinnie. Azóta is szeretné Magillát, és Mr. Peebles megígérte, ha nagy lesz majd megkaphatja. Mr. Peebles azért akarja eladni Magillát, mert sokat rosszalkodik és nehezen látja el. Ám a sorozat végére az esetek során már annyira a szívéhez nő, hogy azok után úgy hiányolja, hogy már nem áll szándékában eladni. Csak is Hűhának ígérte meg, és azóta sokszor elmegy hozzá Hűha játszani.

## Szereplők
- Magilla Gorilla – A kedves gorilla, aki szeret rosszalkodni és nagy felfordulást csinál, amikor szabadon járkál a városban. (magyar hangja: Farkas Antal / Várkonyi András)
- Mr. Peebles – Magilla gazdája, aki a kisállat-kereskedésben dolgozik. A sok felfordulás miatt szeretne megszabadulni Magillától, de sosem sikerül eladni úgy, hogy sokáig ott is legyen. (magyar hangja: Dömsödi János (12 részben) / Surányi Imre (19 részben) / Dobránszky Zoltán)
- Hűha (Ogee) – Kedves aranyos kislány, aki nagyon szeretné Magillát megvenni, de sajnos a szülei nem engedik; viszont sokat játszik vele. (magyar hangja: Lázár Márti (12 részben) / Ábel Anita (19 részben) / Csuha Borbála)
- Vau-Vau – Kis tacskó a kisállat-kereskedésben, aki folyton azt mondja, hogy "csagi-csaga".
- Maxi Kandúr (magyar hangja: Velenczey István (12 részben) / Székhelyi József (19 részben))
- Mini Egér (magyar hangja: Tordy Géza (12 részben) / Mikó István (19 részben))
- Rugóláb Nyusziseriff (magyar hangja: Harsányi Gábor (12 részben) / Verebély Iván (19 részben) / Józsa Imre (9 részben))
- Álomszuszi helyettes (magyar hangja: Sinkó László (12 részben) / Harkányi Endre (19 részben) / Kocsis György (9 részben))

- További magyar hangok (1. magyar változat, műsorváltozatban 1971-ben): Áts Gyula, Fodor Tamás, Győri Ilona, Hacser Józsa, Horkai János, Horváth László, Horváth Pál, Képessy József, Kézdy György, Rátonyi Róbert, Seregi Zoltán, Szabó Gyula, Tahi Tóth László, Zenthe Ferenc
- További magyar hangok (1. magyar változat, műsorváltozatban, 1981-ben): Bárány Frigyes, Benkóczy Zoltán, Both Béla, Csurka László, Farády István, Fonyó István, Földessy Margit, Fülöp Zsigmond, Gera Zoltán, Győri Ilona, Hacser Józsa, Helyey László, Horkai János, Horváth Pál, Ifj. Gonda György, Józsa Imre, Kaló Flórián, Kenderesi Tibor, Képessy József, Kézdy György, Kránitz Lajos, Kristóf Tibor, Kulka János, Láng József, Papp János, Pathó István, Peczkay Endre, Petrik József, Szerednyey Béla, Usztics Mátyás, Vajda László, Vogt Károly, Zenthe Ferenc
- További magyar hangok (2. magyar változat, külön változatban): Bácskai János, Beratin Gábor, Besenczi Árpád, Bókai Mária, Bolla Róbert, Czigány Judit (Idős hölgy a buszmegállónál), Gruber Hugó, Háda János, Halmágyi Sándor, Hujber Ferenc, Imre István, Izsóf Vilmos, Kapácsy Miklós, Kárpáti Tibor, Kassai Ilona, Kassai Károly, Katona Zoltán, Kiss Virág, Koncz István, Minárovits Péter, Némedi Mari, Németh Gábor, Orosz István, Pálfai Péter, Pásztor Erzsi, Pataky Imre, Perlaki István, Rékai Nándor, Rudas István, Seder Gábor, Szélyes Imre, Szokol Péter, Szokolay Ottó, Szuhay Balázs (Örült tudós), Tolnai Miklós, Uri István, Várday Zoltán, Várnagy Katalin, Végh Ferenc, Vizy György, Zágoni Zsolt

## Epizódok

### Évados áttekintés
| Évad | Évad | Epizódok | Eredeti sugárzás     | Eredeti sugárzás   | Magyar sugárzás | Magyar sugárzás |
| Évad | Évad | Epizódok | Évadpremier          | Évadfinálé         | Évadpremier     | Évadfinálé      |
| ---- | ---- | -------- | -------------------- | ------------------ | --------------- | --------------- |
|      | 1    | 15       | 1964. január 14.     | 1964. április 21.  |                 |                 |
|      | 2    | 16       | 1965. szeptember 11. | 1965. december 25. |                 |                 |

### 1. évad
| #   | Eredeti cím              | Magyar cím             | Eredeti premier   | Magyar premier |
| --- | ------------------------ | ---------------------- | ----------------- | -------------- |
| 1.  | Big Game                 | A vad nagyvad vadász   | 1964. január 14.  |                |
| 2.  | Gridiron Gorilla         | Az izompacsirta        | 1964. január 21.  |                |
| 3.  | Private Magilla          | A gerilla gorilla      | 1964. január 28.  |                |
| 4.  | Bank Pranks              | Gorilla, a mackós      | 1964. február 4.  |                |
| 5.  | Groovey Movie            | Majomparádé            | 1964. február 11. |                |
| 6.  | Airlift                  | Repül a, repül a majom | 1964. február 18. |                |
| 7.  | Come Blow Your Dough     | Ki jön a házamba?      | 1964. február 25. |                |
| 8.  | Mad Scientist            | A kapós agy kikapós    | 1964. március 3.  |                |
| 9.  | Masquerade Party         | Az ál-gorilla          | 1964. március 10. |                |
| 10. | Come Back Little Magilla | Ha Hűha világgá megy   | 1964. március 17. |                |
| 11. | Fairy Godmother          | Tündér keresztanya     | 1964. március 24. | N/A            |
| 12. | Planet Zero              | Zérus bolygó           | 1964. március 31. |                |
| 13. | Prince Charming          | A hercig herceg        | 1964. április 7.  |                |
| 14. | Motorcycle Magilla       | Két keréken            | 1964. április 14. |                |
| 15. | Is That Zoo?             | Állati állatkert       | 1964. április 21. |                |

### 2. évad
| #   | Eredeti cím                | Magyar cím                          | Eredeti premier      | Magyar premier |
| --- | -------------------------- | ----------------------------------- | -------------------- | -------------- |
| 1.  | Bird Brained               | Az ész elszáll, a madár megmarad    | 1965. szeptember 11. |                |
| 2.  | Circus Ruckus              | Cirkusz az egész világ              | 1965. szeptember 18. |                |
| 3.  | Camp Scamps                | Vár a tábor                         | 1965. szeptember 25. |                |
| 4.  | The Purple Mask            | A lila álarcos                      | 1965. október 2.     |                |
| 5.  | Love at First Fight        | Szerelem első látásra               | 1965. október 9.     |                |
| 6.  | Pet Bet                    | A részvétel a fontos                | 1965. október 16.    |                |
| 7.  | Makin' with the Magilla    | Járd velünk a Magillát              | 1965. október 23.    |                |
| 8.  | High Fly Guy               | Magilla pilóta                      | 1965. október 30.    |                |
| 9.  | Deep Sea Doodle            | Nem ússzuk meg szárazon             | 1965. november 6.    |                |
| 10. | That Was the Geek That Was | Volt madár, nincs madár             | 1965. november 13.   |                |
| 11. | Montana Magilla            | Magilla, a bikák réme               | 1965. november 20.   |                |
| 12. | Magilla Mix-Up             | Az ügyetlen ügynök                  | 1965. november 27.   |                |
| 13. | Wheelin' and Dealin'       | Magilla, a javíthatatlan autójavító | 1965. december 4.    |                |
| 14. | Mad Avenue Madness         | Eladó a léghajó                     | 1965. december 11.   |                |
| 15. | Beau Jest                  | Magilla, az ideges légiós           | 1965. december 18.   |                |
| 16. | Super Blooper Heroes       | Szuper szájhősök                    | 1965. december 25.   |                |